# Тиллеманс, Герман
Герман Тиллеманс (нидерл. Herman Tillemans MSC  , 31 июля 1902 года, Нидерланды — 23 августа 1975 год, Мерауке, Индонезия) — католический прелат, первый архиепископ Мерауке с 15 ноября 1966 года по 26 июня 1972 год года, член монашеской конгрегации «Миссионеры Святейшего Сердца Иисуса».

## Биография
19 августа 1928 года Герман Тиллеманс был рукоположён в священника в монашеской конгрегации «Миссионеры Святейшего Сердца Иисуса», после чего был отправлен в Нидерландскую Новую Гвинею, где занимался миссионерской деятельностью в течение последующих 44 лет. C 1935 года в течение двух лет был переводчиком нидерландского антрополога Хендрика Бийльмера.
25 июня 1950 года Римский папа Пий XII назначил Германа Тиллеманса апостольским викарием Мерауке и титулярным епископом Бериссы. 5 ноября 1950 года состоялось рукоположение Германа Тиллеманса в епископа, которое совершил титулярный епископ Гермонтиса Николас Верхувен.
15 ноября 1966 года апостольский викариат Мерауке был преобразован в архиепархию и Герман Тиллеманс стал первым архиепископом Мерауке.
Участвовал в работе I, II, III и IV сессиях Второго Ватиканского собора.
26 июня 1972 года Герман Тиллеманс подал в отставку. Скончался 23 августа 1975 года в городе Мерауке.